# 채권양도
채권양도(債權讓渡)란 채권의 동일성을 유지하면서 제3자(채권의 양수인)에 대한 법률행위에 의하여 채권을 이전하는 것을 말한다. 채권양도는 그 채권에 확보되어 있는 재산적 가치에 대한 처분을 의미하며, 다른 한편으로는 그 채권을 매개로 연결되어 있는 당사자의 변경을 의미한다. 한국 민법상 채권은 원칙적으로 양도할 수 있다(449조).

## 참고 문헌
- 채권양도의 대항요건, 현창곤 제민일보 2013년 6월 6일

## 같이 보기
- 채무인수